# Пират (опера)
Пират (итал. Il pirata) – мелодрама в двух актах итальянского композитора Винченцо Беллини. Итальянское либретто Феличе Романи по мотивам пьесы английского романтика Чарльза Мэтьюрина «Бертрам, или Замок святого Альдобранда» (1818). Премьера состоялась 27 октября 1827 года в Милане в театре Ла Скала. 
В работе над музыкой оперы и над коррективами либретто Беллини проявил всю мощь своего таланта. В «Пирате» впервые можно говорить о появлении собственного стиля Беллини. Влияние этой оперы заметно во многих произведениях композиторов последующего периода от Доницетти до раннего Вагнера.

## Действующие лица
| Эрнесто, герцог Кальдоро                                                                                         | баритон       |
| Имоджене, его жена                                                                                               | сопрано       |
| Гуальтьеро, арагонский пират, бывший граф Монтальто                                                              | тенор         |
| Итульбо, соратник Гуальтеро                                                                                      | тенор         |
| Гоффредо, отшельник, бывший наставник Гуальтьеро                                                                 | бас           |
| Аделе, наперсница Имоджене                                                                                       | меццо-сопрано |
| Рыбаки и рыбачки, пираты, рыцари, дамы. Действие происходит на Сицилии в окрестностях замка Кальдоро в XIII веке |               |

## Либретто

### Акт первый. Сцена первая. Морское побережье
Рыбаки и рыбачки, а также отшельник Гоффредо наблюдают за разбушевавшимся морем. Они видят, как вблизи берега терпит крушение неизвестный корабль. На берег выходят спасшиеся во время кораблекрушения Гуальтьеро и Итульбо. Отшельник Гоффредо узнает Гуальтьеро – это его бывший ученик граф Монтальто. Гуальтьеро рассказывает, что после изгнания с Сицилии арагонской династии и всех её сторонников, он поступил на службу к королю Арагона. Теперь он капитан арагонских пиратов, которые крейсируют вдоль берегов Сицилии и наносят ущерб анжуйской династии, в особенности герцогу Кальдоро Эрнесто, который ненавидит Гуальтьеро и приложил в своё время руку к его изгнанию. В свою очередь Гоффредо рассказывает Гуальтьеро, что его бывшая невеста Имоджене  вышла замуж за Эрнесто и у них есть сын. Гуальтьеро в замешательстве: он до сих пор любит Имоджене. Гоффредо предлагает Гуальтьеро и его людям пока скрыться в развалинах часовни. На берег выходит Имоджене и Аделе. Имоджене видела вещий сон и спешит узнать, кто те люди, которые высадились на берег. Навстречу ей выходит Итульбо. Он говорит, что капитан пиратов Гуальтьеро погиб. Имоджене оплакивает его. Итульбо рассказывает, что корабль потерпел крушение потому что его преследовал муж Имоджене граф Эрнесто. Имоджене проклинает жестокого супруга.

### Акт первый. Сцена вторая. Руины часовни около замка
Итульбо предупреждает расположившихся в развалинах пиратов, чтобы они не называли себя, а выдавали за мирных путешественников. В развалинах появляется Имоджене и Аделе. Имоджене не даёт покоя незнакомец, который молча присутствовал при её разговоре с Итульбо. Ей кажется, что она знает его. Навстречу выходит Гуальтьеро. Он называет себя и осыпает бывшую невесту упреками: как могла она выйти замуж за его злейшего врага. Имоджене отвечает, что вынуждена была так поступить, спасая отца, который иначе как сторонник свергнутой арагонской династии был бы казнен. Чувства бывших жениха и невесты оживают. Внезапно прибегает ребёнок – маленький сын Имоджене и Эрнесто. Гуальтьеро охвачен чувством мести (ария «Pietosa al padre! e meco. Eri sì cruda intanto!». Он готов убить сына своего врага, но это и сын Имоджене. Крик матери останавливает руку Гуальтьеро. Гуальтьеро уходит. Имоджене рыдает на груди у Аделе.

### Акт первый. Сцена третья. Зал в замке
Граф Эрнесто возвращается победителем. Он разгромил пиратов. Только один корабль ушёл, и его судьба неизвестна. Возвращается Имоджене с Аделе. Она рассеяна и не разделяет радости мужа. Люди графа приводят Гуальтьеро, Итульбо и других потерпевших кораблекрушение. Итульбо признается, что они входили в пиратскую экспедицию, но капитан Гуальтьеро погиб. Имоджене просит помиловать этих людей. Эрнесто соглашается с тем, что завтра утром они покинут его владения.

### Акт второй. Сцена первая. Комната Имоджене
Аделе передаёт Имоджене просьбу Гуальтьеро о свидании перед отъездом. Входит Эрнесто. Он обвиняет Имоджене в том, что она не любит его, не разделяет радости его побед. В ответ Имоджене напоминает графу, что он заставил её выйти за него замуж, угрожая отцу, кроме того, он уверил Имоджене, что Гуальтьеро погиб во время переворота – сгорел вместе с замком. Теперь же от пиратов она узнала, что это была ложь.

### Акт второй. Сцена вторая. Руины часовни возле замка
Несмотря на уговоры Итульбо, Гуальтьеро всё же решил встретиться с Имоджене перед отъездом. Имоджене приходит на свидание. Гуальтьеро говорит о своей любви, Имоджене тоже любит Гуальтьеро несмотря на годы разлуки. Внезапно появляется Эрнесто. Он узнал своего заклятого врага. Эрнесто и Гуальтьеро будут биться друг с другом на поединке, один из них должен умереть. Аделе пытается утешить Имоджене.

### Акт второй. Сцена третья. Зал в замке
Гуальтьеро убил Эрнесто на поединке и добровольно сдался в руки властям. Рыцари Сицилии собрались, чтобы судить его. Гуальтьеро объясняет свои поступки. Присутствующая здесь же Аделе пытается также оправдать его. Гуальтьеро и рыцари уходят в зал суда. Появляется Имоджене с сыном. Она на грани безумия. С одной стороны, она любит Гуальтьеро, с другой, из-за неё погиб муж – отец её ребёнка. Из зала суда выводят Гуальтьеро под стражей. Он приговорён к смерти. Не желая подвергнуться позорной казни, Гуалтьеро вырывается и прыгает в окно, находящееся прямо над морем. Волны смыкаются у него над головой. Имоджене падает без чувств.